# Xabier Erostarbe
Xabier Erostarbe Arozena (Villarreal de Urrechua, Guipúzcoa, 22 de mayo de 1994), llamado Erostarbe, es un pelotari de pelota vasca en la modalidad de mano que juega en la posición de zaguero.